# Ectochela nigrilineata
Ectochela nigrilineata là một loài bướm đêm trong họ Noctuidae.